# Truvelo Specialised Manufacturing
Truvelo Specialised Manufacturing ist ein südafrikanischer Hersteller von Handfeuerwaffen in Midrand. Das Unternehmen wurde 1994 als Truvelo Manufacturers (Pty) Ltd gegründet und 2020 nach der Übernahme durch die Africa Defence Group umbenannt.

## Hergestellte Waffen
- Gewehrläufe (inkl. Rohlinge)
- Mörser
- Sportgewehre
- Maschinenpistole
- Sturmgewehre
- Scharfschützengewehre
- Anti-Materiel Rifles

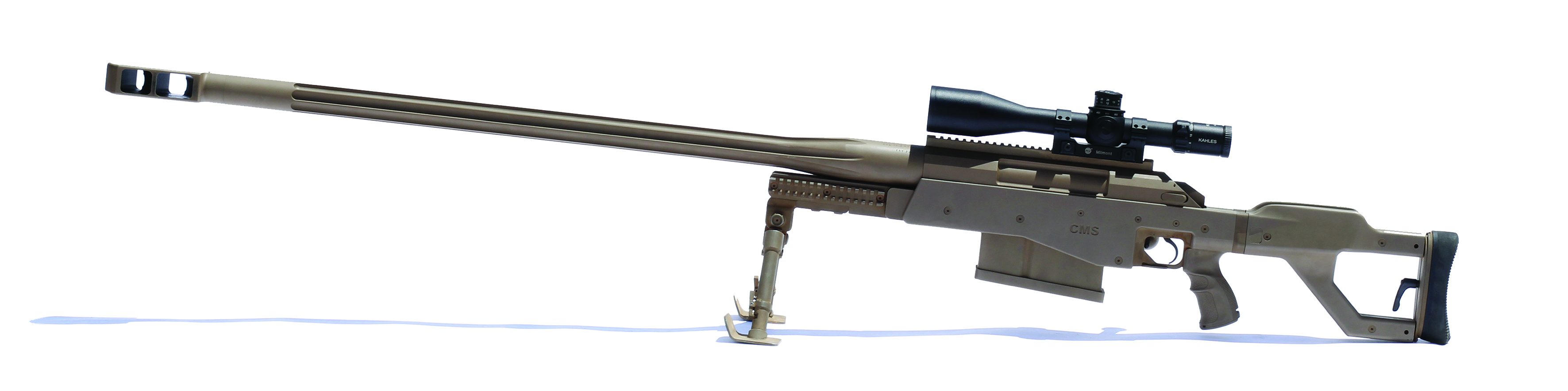
Truvelo CMS in 14,5 × 114 mm
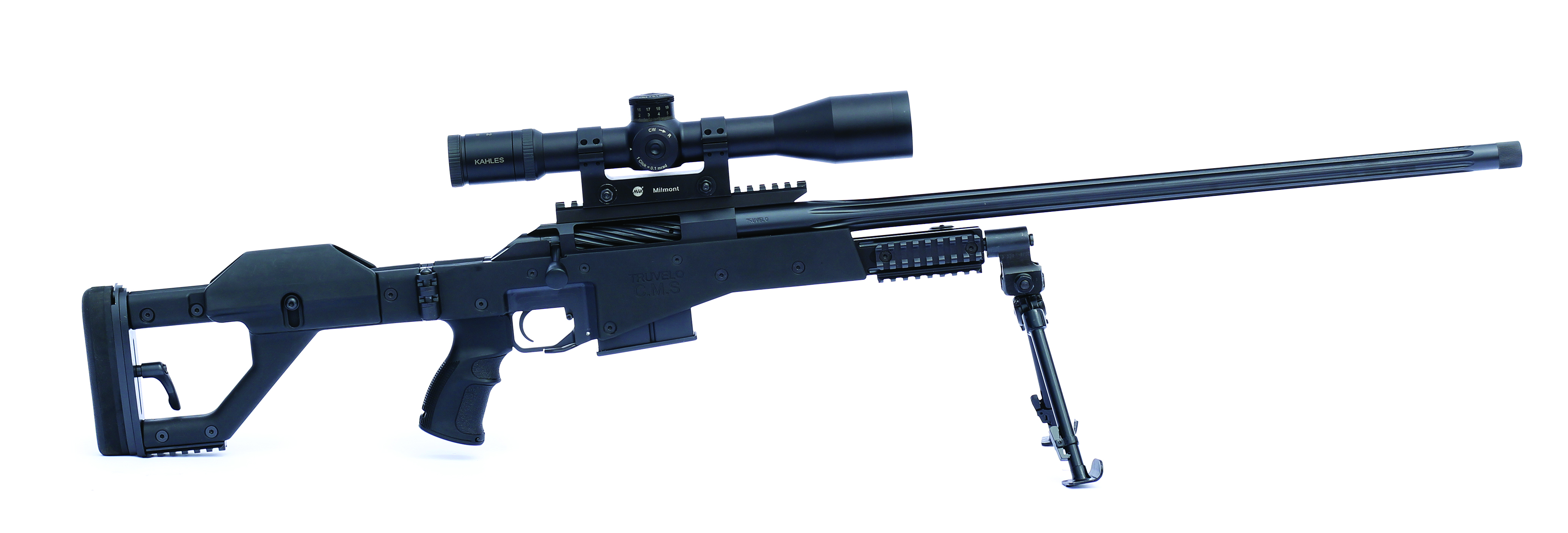
Truvelo CMS in 7,62 × 51 mm NATO
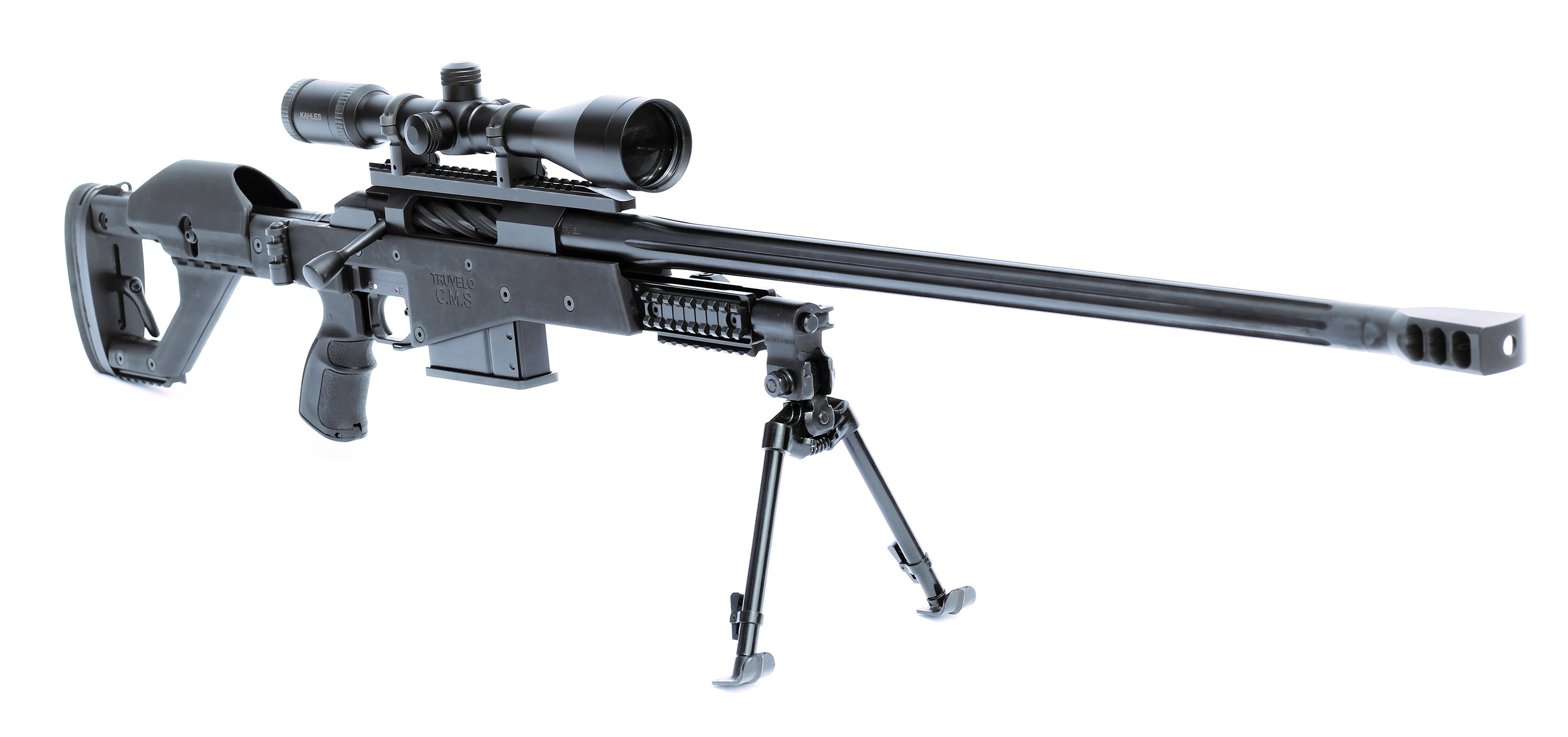
Truvelo CMS in .338 Lapua

## Frühere Waffen (Auswahl)
- Truvelo Raptor
- Truvelo Neostead

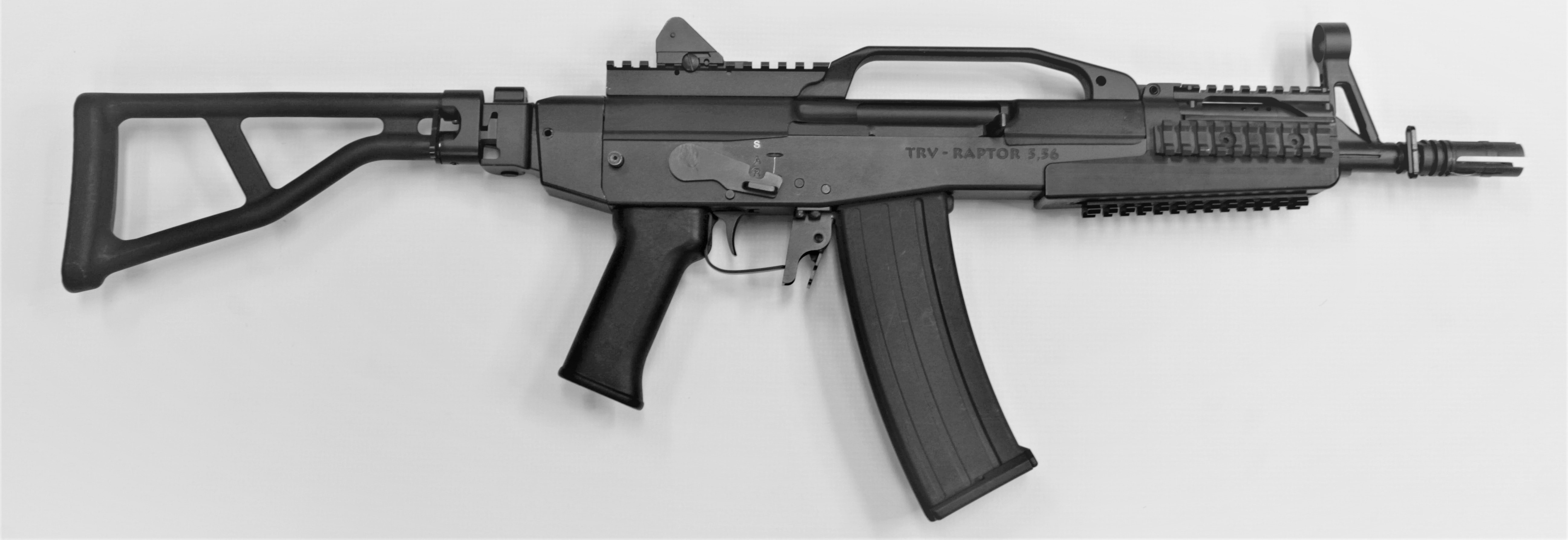
Truvelo Raptor

- Truvelo SR, ersetzt durch Truvelo CMS (Counter Measure Sniper Rifle, Ordonnanz-Scharfschützengewehr des Südafrikanischen Heeres seit 2018)